# Pareumenes artifex
Pareumenes artifex är en stekelart som först beskrevs av Smith.  Pareumenes artifex ingår i släktet Pareumenes och familjen Eumenidae. Inga underarter finns listade i Catalogue of Life.